# 2013 JV63
2013 JV63 est un transneptunien de magnitude absolue 6,5.
Son diamètre est estimé à 209 km, ce qui pourrait le qualifier comme un candidat au statut de planète naine.